# Roger Dekeyzer
Roger Dekeyzer, né le 18 juin 1906 à Ostende et décédé le 16 décembre 1992 est un homme politique belge socialiste.
Il fut enseignant d'anglais, secrétaire provincial de la Centrale nationale du personnel enseignant socialiste de Belgique (1928-37), secrétaire national de la Fédération générale du travail de Belgique (FGTB) (1945), secrétaire général de l'Union belge des ouvriers du transport (1950-71), administrateur de l'Institut Émile Vandervelde.
Il fut élu conseiller communal (1939-1946) d'Ostende et d'Anvers (1953-1975), conseiller provincial de la province de Flandre-Occidentale (1939-1949), sénateur provincial d'Anvers (1954-1958) et sénateur de l'arrondissement d'Anvers (1958-1971).
Il fut créé officier et chevalier de l'ordre de Léopold. Médaille civique d'ancienneté Or 1re classe (1956). 

## Sources
- Bio sur ODIS